# 羅奇灣
羅奇灣（英語：Rocky Cove），是南極洲的海灣，位於南設得蘭群島的喬治王島，處於拉皮德里角和蘇菲爾德角之間，由蘇聯探險隊命名，現時由南極條約體系管理。